# 마릉
마릉(馬棱, ? ~ ?)은 후한 중기의 관료로, 자는 백위(伯威)이며 부풍군 무릉현(茂陵縣) 사람이다. 복파장군 마원의 족손이다.

## 생애
어려서 고아가 되어 종형 마의(馬毅)에게 의탁하였고, 마의가 자식 없이 죽자 3년간 복상하였다.
건초 연간에 군의 공조(功曹)가 되었고, 효렴으로 천거되었다. 조정에서 마씨 일족이 축출되었을 때 장제는 마릉의 행실을 높이 사 알자(謁者)로 임용하였고, 장화 원년에 광릉태수로 전출시켰다.
당시 광릉의 백성들은 기근에 허덕이고 있었다. 마릉은 조정에 염관(鹽官)을 폐지할 것을 상주하여 백성들의 고통을 덜어주었고, 곳간을 열고 세금을 경감하였다. 또 제방을 다시 쌓고 밭 2만여 경(頃)에 다시 물을 대니, 관속과 백성들은 마릉을 칭송하는 비석을 세웠다.
영원 2년(90년)에 한양태수가 되었고, 위엄으로 명성을 떨쳤다. 대장군 두헌이 무위에 주둔하였을 때 마릉은 군비를 많이 바쳤는데, 이때 백성들에게서 세금을 수탈하였기 때문에 나중에 두헌이 주살되었을 때 마릉 또한 연좌되었다. 몇 년 후 강호(江湖) 일대에 도적이 창궐하여 단양태수로 발령되었고, 마릉은 병력을 이끌고 도적을 모두 소탕하였다. 이후 회계태수가 되어 치적으로 명성이 있었고, 하내태수로 전임되었다. 영초 연간에 죄를 지어 집에서 죽었다.

## 출전
- 범엽, 《후한서》 권24 마원열전